# Reppe
Reppe è un comune francese di 320 abitanti situato nel dipartimento del Territorio di Belfort nella regione della Borgogna-Franca Contea.

## Storia

### Simboli
Lo stemma comunale è stato adottato il 7 dicembre 2012. Riprende le armi della signoria di Thann di cui faceva parte Reppe; il pettine per la cardatura della lana è un attributo di san Biagio, patrono della parrocchia.

## Società

### Evoluzione demografica
Abitanti censiti